# RSM-56 불라바
RSM-56 불라바는 2013년 1월 10일 실전배치된 러시아의 최신형 SLBM이다. 불라바는 러시아어로 철퇴라는 의미이다.

## 역사
R-30 ( RSM-56 ) 불라바 미사일은 모스크바 열역학 연구원에서 Yury Solomonov의 지휘 하에 개발되었다. 이전의 생산 기술을 사용했음에도 이전 세대 이동식 지상 발사형 ICBM인 토폴-M보다 더 가벼워지고 정밀해졌다. 500 m 거리의 핵폭풍에 견딜 수 있다. MD에 대한 회피기동이 가능한 TNT 150 kt MIRV 핵탄두 10발을 탑재한다. 보레이1급 잠수함에 16발, 보레이2급 잠수함에 20발이 탑재된다.
보레이급 잠수함에는 R-39UTTH 바르크 SLBM을 16발 장착할 계획이었으나, 개발에 실패했다. R-39UTTH 바르크 또는 R-39M은 R-39 리프의 최신 개량형이다. 그래서 RSM-56 불라바 SLBM 16발을 장착했다. 불라바는 지상배치 ICBM인 RT-2PM2 토폴-M을 SLBM으로 개량한 버전이다. 3단 고체연료를 사용하며, 무게 36.8톤이다. MD에 대한 회피기동이 가능한 TNT 150 kt MIRV 핵탄두 10발을 탑재한다. 보레이1급 잠수함에 16발, 보레이2급 잠수함에 20발이 탑재된다.
- 토폴M, 무게 47.2 톤, 길이 22.7 m, 직경 1.9 m, 3단 고체연료
- 불라바, 무게 36.8 톤, 길이 11.5 m, 직경 2 m, 3단 고체연료

## 배치
기존 계획은 2010년 배치 예정이었으나 시험 발사 실패로 배치가 2013년으로 연기되었다. 2010년 8월, 150~170대의 운용 가능한 미사일이 생산될 것이라고 발표되었다.
2011년 6월 28일, R-30의 시험 발사를 성공적으로 마친 러시아 정부는 불라바 미사일의 양산을 시작한다고 밝혔다.
2013년 1월 10일, 불라바 미사일은 수중배수량 24000톤 보레이급 잠수함, 수중배수량 48000톤 타이푼급 잠수함에 채택되어 실전 배치되었다.

## 같이 보기
- UGM-133 트라이던트 II - 불라바에 대응하는 미국의 최신 SLBM